# Апельсин (плод)
Апельси́н — плод апельсинного дерева. Представляет собой гесперидий — многогнёздную ягоду. Покрыт шероховатой оранжевой кожурой (цедрой). Семена погружены в мякоть гнёзд. Размер, форма и окраска кожуры могут сильно отличаться в зависимости от сорта растения. Апельсины употребляются в пищу в свежем виде, служат сырьём в кулинарии и для приготовления соков, варенья, джемов, цукатов, мармелада и других продуктов. Содержат до 12 % сахаров, 0,6—2 % лимонной кислоты, до 50—65 мг аскорбиновой кислоты, тиамин, витамин P, соли кальция, калия, фосфора и другие. В кожуре содержится около 2 % эфирного масла (см. апельсиновое масло).

## Свойства

### Сенсорные факторы

Октилацетат, летучее соединение, придающее аромат апельсина.

Вкус апельсина определяется в основном относительным соотношением сахаров и кислот, тогда как аромат апельсина происходит от летучих органических соединений, включая спирты, альдегиды, кетоны, терпены и сложные эфиры.
Горькие соединения, такие как лимонен, постепенно уменьшаются во время развития, тогда как летучие ароматические соединения имеют тенденцию достигать пика в середине или конце сезона развития. Вкусовые качества улучшаются на более поздних этапах сбора урожая, когда соотношение сахара и кислоты выше, а горечь меньше. Как и другие цитрусовые, апельсин кислый, с уровнем pH от 2,9 до 4,0.
Сенсорные качества варьируются в зависимости от генетического фона(см. опыление), условий окружающей среды во время развития, спелости при сборе урожая, послеуборочных условий и продолжительности хранения.

### Пищевая ценность и фитохимические вещества
Мякоть апельсина на 87% состоит из воды, 12% углеводов, 1% белка и содержит незначительное количество жиров (см.таблицу).
В эталонном количестве 100 грамм мякоть апельсина обеспечивает 47 килокалорий и является богатым источником витамина С, обеспечивающего 64% дневной нормы. Никаких других микроэлементов в значительных количествах нет (см.таблицу).
Апельсины содержат различные фитохимические вещества, включая каротиноиды (бета-каротин, лютеин и β-криптоксантин), флавоноиды (например, нарингенин) и многочисленные летучие органические соединения, производящие аромат апельсина, включая альдегиды, сложные эфиры, терпены, спирты и кетоны.
Апельсиновый сок содержит только около одной пятой лимонной кислоты из сока лайма или лимона (которые содержат около 47 г/л).

## Производство
| Производство апельсинов — 2019                     | Производство апельсинов — 2019 |
| Страна                                             | Производство (млн тонн)        |
| -------------------------------------------------- | ------------------------------ |
| Бразилия                                           | 17.1                           |
| Китай                                              | 10.4                           |
| Индия                                              | 9.5                            |
| США                                                | 4.8                            |
| Мексика                                            | 4.7                            |
| Испания                                            | 3.2                            |
| Египет                                             | 3.2                            |
| Всего в мире                                       | 78.7                           |
| Источник: FAOSTAT в Организации Объединённых Наций |                                |

В 2019 году мировое производство апельсинов составило 79 миллионов тонн, во главе с Бразилией с 22 % от общего объёма, за которой следуют Китай, Индия, США и Мексика в качестве других основных производителей (см.таблицу).
В США рощи расположены в основном во Флориде, Калифорнии и Техасе.
Большая часть урожая Калифорнии продается как свежие фрукты, тогда как апельсины Флориды предназначены для производства соков. Район Индиан-Ривер во Флориде известен высоким качеством своего сока, который часто продается в Соединенных Штатах в свежем виде и часто смешивается с соком, произведенным в других регионах, потому что деревья Индиан-Ривер дают очень сладкие апельсины, но в относительно небольших количествах.
Апельсиновый сок продается на международном уровне как замороженный концентрированный апельсиновый сок, что позволяет сократить объёмы потребления и снизить затраты на хранение и транспортировку.

## Продукты
Апельсины, вкус которых может варьироваться от сладкого до кислого, обычно очищают от кожуры и едят в свежем виде или отжимают для получения сока. Толстую горькую кожуру обычно выбрасывают, но её можно перерабатывать в корм для животных путем высушивания с использованием давления и тепла. Он также используется в некоторых рецептах в качестве пищевого ароматизатора или гарнира. Внешний слой кожуры можно тонко натереть, чтобы получилась цедра апельсина. Цедра популярна в кулинарии, потому что она содержит ароматические масла и имеет сильный аромат, похожий на запах апельсиновой мякоти. Белая часть кожуры, включая сердцевину, является источником пектина и содержит почти такое же количество витамина С, как мякоть и другие питательные вещества. Хотя апельсиновая цедра не такая сочная и вкусная, как мякоть, она съедобна и содержит значительное количество витамина С, пищевых волокон, полифенолов, каротиноидов, лимонена и микроэлементов, таких как калий и магний.
Апельсиновый сок получают путем выжимания фруктов на специальном инструменте — соковыжималке и собирают сок в поддоне внизу. Это можно сделать дома или в гораздо большем масштабе промышленным способом. Бразилия является крупнейшим производителем апельсинового сока в мире, за ней следуют Соединенные Штаты, где он является одним из товаров, торгуемых на Торгово-промышленной палате Нью-Йорка. Концентрат замороженного апельсинового сока производится из свежевыжатого и профильтрованного апельсинового сока.
Ароматическое масло сладкого апельсина является побочным продуктом соковой промышленности, получаемым путем прессования кожуры. Оно используется для придания вкуса еде и напиткам, а также в парфюмерной промышленности и ароматерапии для его аромата. Масло сладкого апельсина на 90 % состоит из D-лимонена, растворителя, используемого в различных бытовых химикатах, таких как кондиционеры для дерева для мебели и, наряду с другими маслами цитрусовых, в моющих средствах и средствах для мытья рук. Это эффективное чистящее средство с приятным запахом, которое считается экологически чистым и поэтому предпочтительнее нефтехимии. D-лимонен, однако, классифицируется как раздражающий кожу и очень токсичный для водных организмов в разных странах.

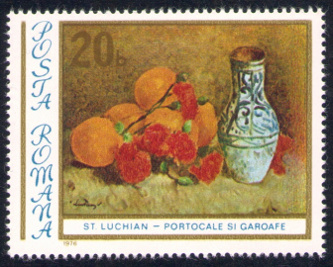
Почтовая марка Румынии, 1976

Варенье из мармелада традиционно готовится из севильских апельсинов, которые менее сладкие. Используются все части фруктов: сердцевина и косточки (отделенные и помещенные в тканевый мешочек) отвариваются в смеси сока, нарезанной кожуры, нарезанной мякоти, сахара и воды для извлечения их пектина, который способствует консервации.
| - Банка апельсинового мармелада - Апельсиновый сок |

## В культуре
Апельсин известен человечеству с глубокой древности и часто встречается в произведениях искусства. Апельсин особенно характерен для западноевропейского искусства, начиная с эпохи возрождения. Плоды апельсина можно видеть в религиозном контексте, на жанровых картинах и натюрмортах. 

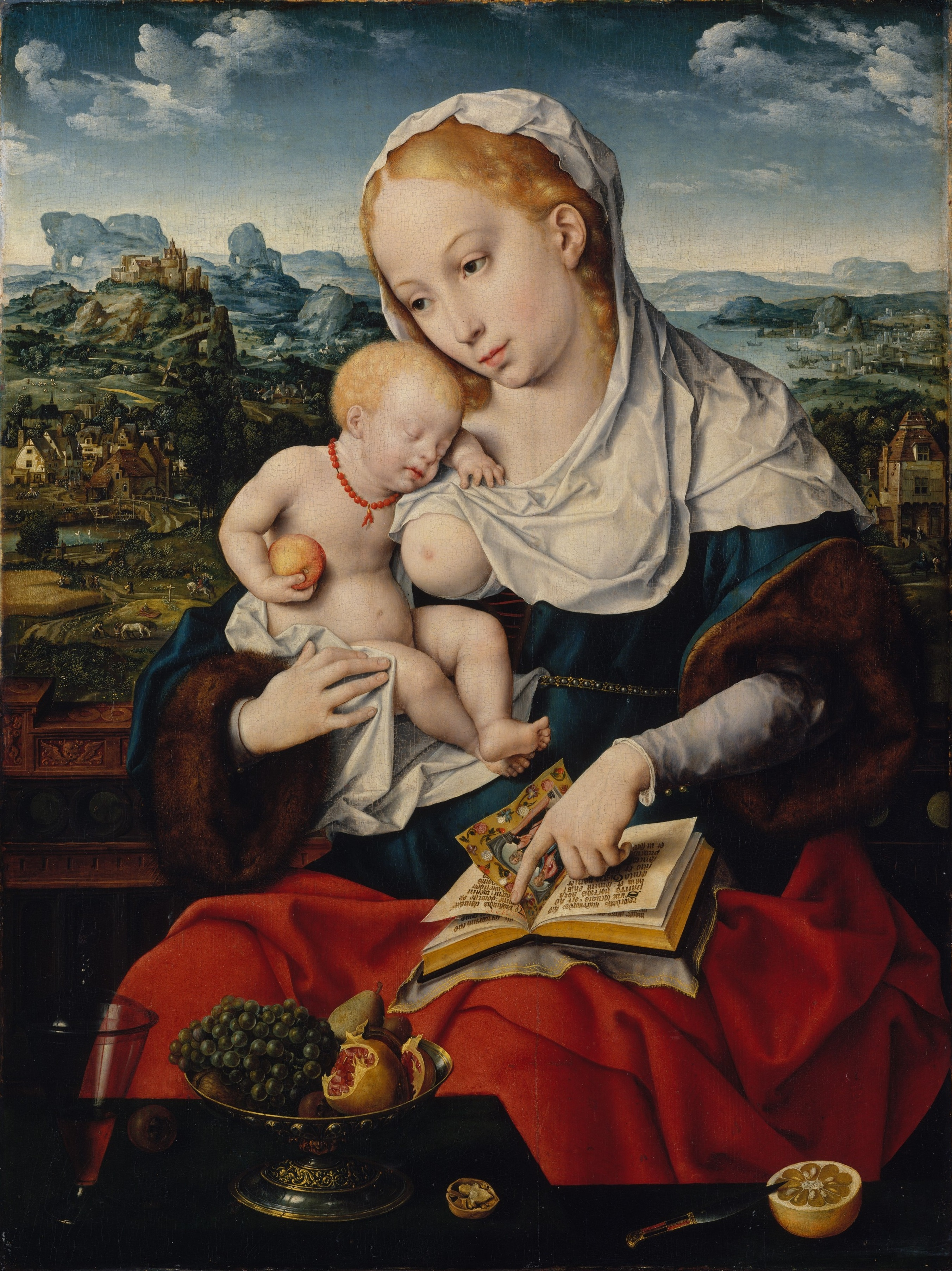
Йос ван Клеве. Мадонна с младенцем, ок. 1525
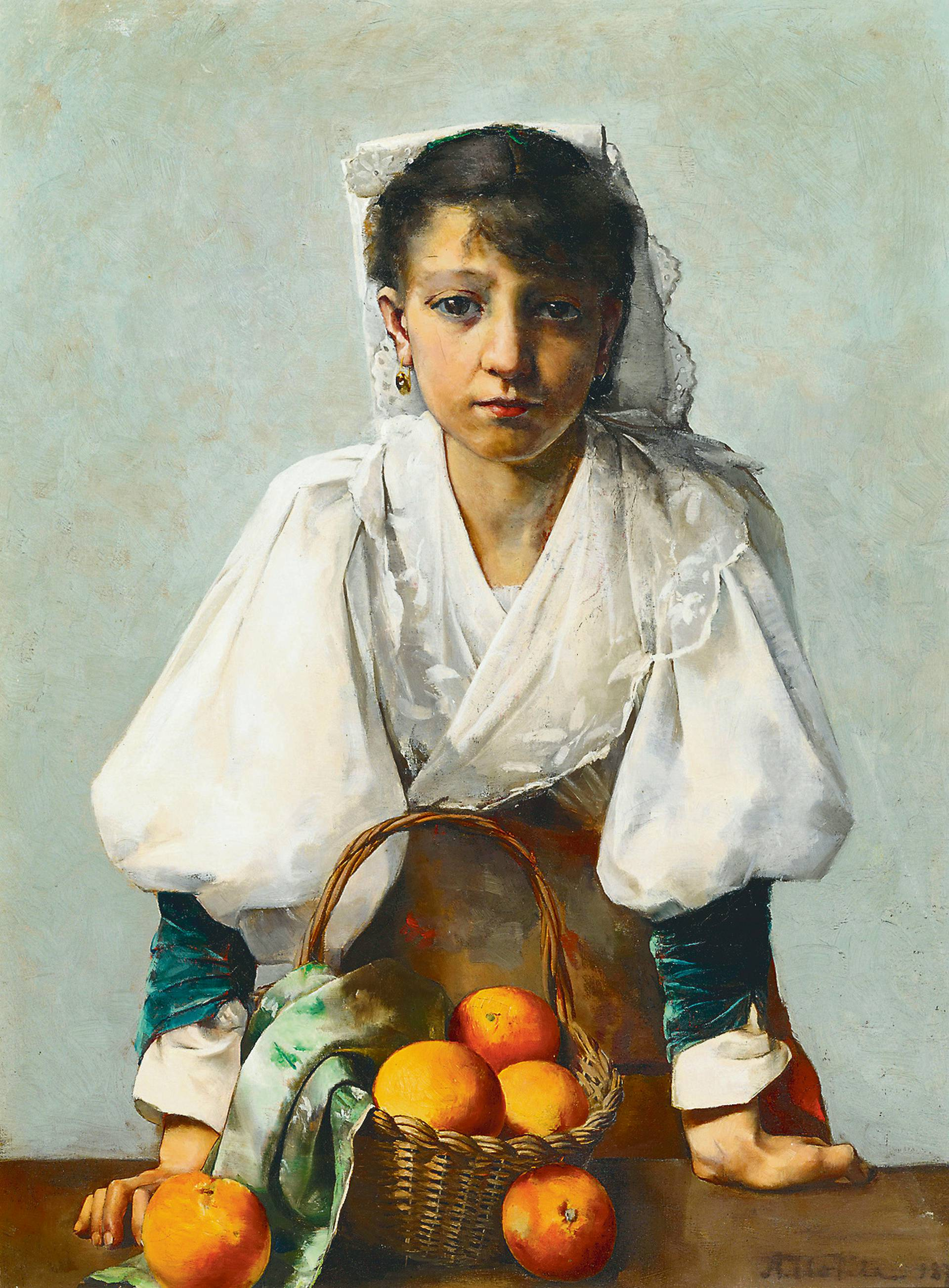
Аукусти Уотила. Девочка с апельсинами, 1879
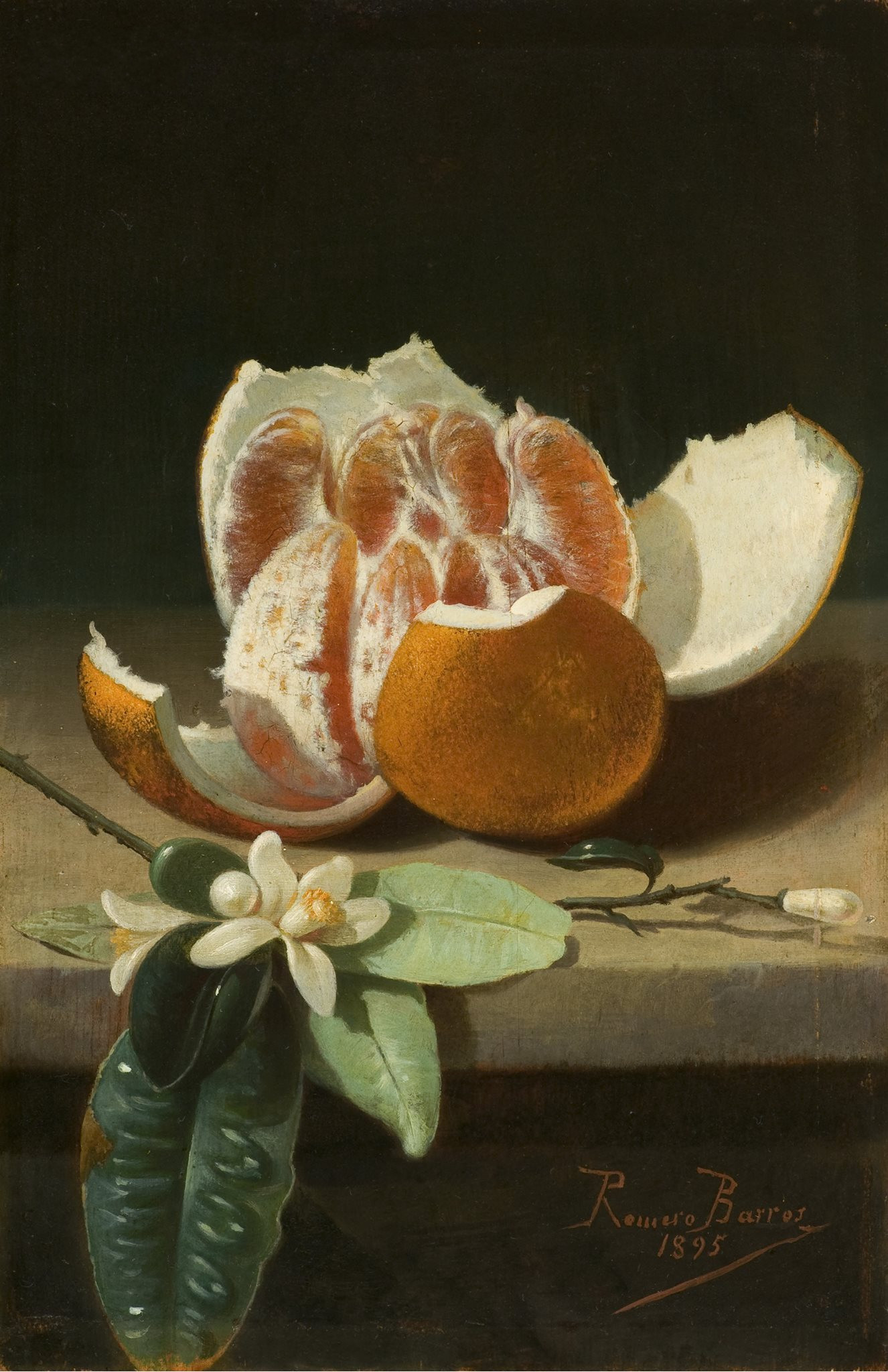
Рафаэль Ромеро Баррос. Очищенный апельсин, 1895
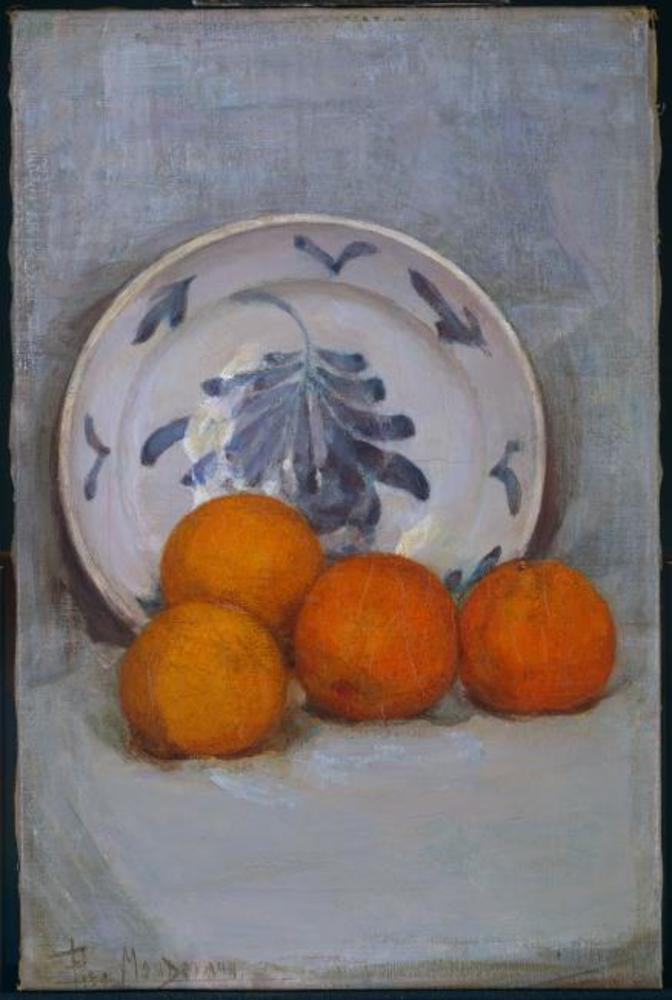
Пит Мондриан. Апельсины и декоративная тарелка, 1900